# والتر برايس
والتر برايس (بالإنجليزية: Walter Price)‏ (14 فبراير 1921 في المملكة المتحدة - 1 فبراير 1984 في المملكة المتحدة) هو لاعب كرة قدم بريطاني (وحمل سابقاً جنسية المملكة المتحدة لبريطانيا العظمى وأيرلندا) في مركزي قلب الدفاع والدفاع. لعب مع نادي ترانمير روفرز لكرة القدم ونادي روتشديل ونادي كينغز لين.